# Llista de monuments del Maresme
Llista de monuments del Maresme inclosos en l'Inventari del Patrimoni Arquitectònic Català per la comarca del Maresme. Inclou els inscrits en el Registre de Béns Culturals d'Interès Nacional (BCIN) amb la classificació de monuments històrics, els Béns Culturals d'Interès Local (BCIL) de caràcter immoble i la resta de béns arquitectònics integrants del patrimoni cultural català.

## Alella
Vegeu la llista de monuments d'Alella

## Arenys de Mar
Vegeu la llista de monuments d'Arenys de Mar

## Arenys de Munt
Vegeu la llista de monuments d'Arenys de Munt

## Argentona
Vegeu la llista de monuments d'Argentona

## Cabrera de Mar
Vegeu la llista de monuments de Cabrera de Mar.

## Cabrils
| Monument                                         | Protecció   | Estil/època                   | Localització                                      | Coordenades                                           | Codi?         | Imatge |
| ------------------------------------------------ | ----------- | ----------------------------- | ------------------------------------------------- | ----------------------------------------------------- | ------------- | --- |
| Torre de Ca n'Amat                               | BCIN 566-MH | Gòtic tardà XVI               | Cabrils Camí del Sant Crist, barri del Sant Crist | 41° 30′ 59″ N, 2° 23′ 03″ E / 41.516375°N,2.384172°E  | RI-51-0005216 | Torre de Ca n'Amat (Cabrils) · Vegeu més fotos d'aquest monument · Carregueu una nova foto d'aquest monument                      |
| Can Veïl, o Can Vehils                           | BCIN 567-MH | XVI-XVII                      | Cabrils C. de Can Vehils, barri del Sant Crist    | 41° 31′ 04″ N, 2° 22′ 52″ E / 41.517694°N,2.381183°E  | RI-51-0005217 | Can Veïl (Cabrils) · Vegeu més fotos d'aquest monument · Carregueu una nova foto d'aquest monument                                |
| Fàbrica Jorba-Martín                             |             | Eclecticisme XIX              | Cabrils Pg. de Cabrils - c. de Vera               | 41° 31′ 36″ N, 2° 21′ 55″ E / 41.526764°N,2.365195°E  | IPA-8373      | Fàbrica Jorba-Martín (Cabrils) · Modifica el valor a Wikidata · Carregueu una nova foto d'aquest monument                         |
| Can Carbonell                                    |             | Obra popular XVII             | Cabrils Camí del Sant Crist                       | 41° 30′ 58″ N, 2° 23′ 03″ E / 41.515977°N,2.384128°E  | IPA-8379      | Carregueu una nova foto d'aquest monument                                                                                         |
| Can Vives                                        |             | Obra popular XVI-XVII         | Cabrils Camí del Sant Crist                       | 41° 30′ 58″ N, 2° 23′ 02″ E / 41.51622°N,2.384006°E   | IPA-8380      | Can Vives (Cabrils) · Vegeu més fotos d'aquest monument · Carregueu una nova foto d'aquest monument                               |
| Masia de Can Tosca o Can Casals                  |             | Obra popular, gòtic XV-XVI    | Cabrils Ctra. Vilassar de Mar - Cabrils           | 41° 31′ 08″ N, 2° 22′ 20″ E / 41.518885°N,2.372247°E  | IPA-8381      | Masia de Can Tosca (Cabrils) · Vegeu més fotos d'aquest monument · Carregueu una nova foto d'aquest monument                      |
| Carrer de Sant Salvador                          |             | Obra popular XIX-XX           | Cabrils C. de Sant Salvador, barri la Sagrera     | 41° 31′ 35″ N, 2° 22′ 06″ E / 41.526376°N,2.368291°E  | IPA-8382      | Carregueu una nova foto d'aquest monument                                                                                         |
| Cases parroquials de l'església de la Santa Creu |             | Obra popular XVIII            | Cabrils Pl. de l'Església                         | 41° 31′ 33″ N, 2° 22′ 06″ E / 41.525799°N,2.368201°E  | IPA-8383      | Carregueu una nova foto d'aquest monument                                                                                         |
| Font d'en Cosmet i Font de la Barretina          |             | Obra popular XIX              | Cabrils C. Emília Carles i c. Sant Salvador       | 41° 31′ 35″ N, 2° 22′ 05″ E / 41.52627°N,2.36797°E    | IPA-8384      | Font d'en Cosmet i Font de la Barretina (Cabrils) · Vegeu més fotos d'aquest monument · Carregueu una nova foto d'aquest monument |
| Escoles Tolrà                                    |             | Eclecticisme XX               | Cabrils C. Mestre Jambert - c. Emília Carles      | 41° 31′ 34″ N, 2° 22′ 04″ E / 41.526049°N,2.367767°E  | IPA-8385      | Escoles Tolrà (Cabrils) · Vegeu més fotos d'aquest monument · Carregueu una nova foto d'aquest monument                           |
| Creu de terme, la Creueta                        |             | Obra popular XIX-XX           | Cabrils C. de la Creueta - pujada de la Creueta   | 41° 31′ 36″ N, 2° 22′ 08″ E / 41.526595°N,2.368913°E  | IPA-8386      | Carregueu una nova foto d'aquest monument                                                                                         |
| Cooperativa la Concòrdia                         |             | Obra popular XIX-XX           | Cabrils C. del Torrent Roig                       | 41° 31′ 37″ N, 2° 21′ 58″ E / 41.526985°N,2.366008°E  | IPA-8388      | Cooperativa la Concòrdia (Cabrils) · Vegeu més fotos d'aquest monument · Carregueu una nova foto d'aquest monument                |
| Fàbrica Solé Fabra                               |             | Eclecticisme XIX              | Cabrils C. Torrent Roig - c. Domènec Carles       | 41° 31′ 35″ N, 2° 21′ 59″ E / 41.526473°N,2.3663127°E | IPA-8389      | Fàbrica Solé Fabra (Cabrils) · Vegeu més fotos d'aquest monument · Carregueu una nova foto d'aquest monument                      |
| Església parroquial de la Santa Creu             |             | Barroc XVIII                  | Cabrils Pl. de l'Església                         | 41° 31′ 33″ N, 2° 22′ 05″ E / 41.525807°N,2.367997°E  | IPA-8390      | Església parroquial de la Santa Creu (Cabrils) · Vegeu més fotos d'aquest monument · Carregueu una nova foto d'aquest monument    |
| Ca n'Amat                                        |             | Obra popular, gòtic tardà XIV | Cabrils Camí del Sant Crist                       | 41° 31′ 00″ N, 2° 23′ 03″ E / 41.516581°N,2.384206°E  | IPA-8391      | Ca n'Amat (Cabrils) · Vegeu més fotos d'aquest monument · Carregueu una nova foto d'aquest monument                               |
| Capella de Sant Cristòfol                        |             | Preromànic IX                 | Cabrils Camí del Sant Crist                       | 41° 30′ 58″ N, 2° 23′ 03″ E / 41.516176°N,2.384294°E  | IPA-8375      | Capella de Sant Cristòfol (Cabrils) · Vegeu més fotos d'aquest monument · Carregueu una nova foto d'aquest monument               |
| Centre de Rehabilitació, Mútua Metal·lúrgica     |             | Darreres tendències 1972-1980 | Cabrils Can Genís                                 | 41° 32′ 35″ N, 2° 21′ 46″ E / 41.543114°N,2.362671°E  | IPA-46306     | Carregueu una nova foto d'aquest monument                                                                                         |

## Caldes d'Estrac
Vegeu la llista de monuments de Caldes d'Estrac

## Calella
Vegeu la llista de monuments de Calella

## Canet de Mar
Vegeu la llista de monuments de Canet de Mar

## Dosrius
| Monument                                                     | Protecció   | Estil/època                | Localització                                   | Coordenades                                          | Codi?         | Imatge |
| ------------------------------------------------------------ | ----------- | -------------------------- | ---------------------------------------------- | ---------------------------------------------------- | ------------- | --- |
| Castell de Dosrius                                           | BCIN 817-MH | Medieval                   | Dosrius Camí en el km 4 de la crta. de Llinars | 41° 36′ 01″ N, 2° 24′ 16″ E / 41.600278°N,2.404444°E | RI-51-0005468 | Castell de Dosrius · Vegeu més fotos d'aquest monument · Carregueu una nova foto d'aquest monument                                |
| Església de Sant Iscle i Santa Victòria                      |             | Gòtic tardà XVI            | Dosrius Pl. de l'Església                      | 41° 35′ 40″ N, 2° 24′ 24″ E / 41.59442°N,2.40663°E   | IPA-8528      | Església de Sant Iscle i Santa Victòria (Dosrius) · Vegeu més fotos d'aquest monument · Carregueu una nova foto d'aquest monument |
| Can Vallmajor                                                |             | Obra popular XV-XVI        | Dosrius                                        | 41° 35′ 45″ N, 2° 24′ 20″ E / 41.59591°N,2.40563°E   | IPA-8531      | Carregueu una nova foto d'aquest monument                                                                                         |
| La Torre de les Aigües, o la Torre                           |             | Obra popular XIX           | Dosrius C. Rials - c. Maspí                    | 41° 35′ 36″ N, 2° 24′ 22″ E / 41.59325°N,2.40612°E   | IPA-8532      | La Torre de les Aigües (Dosrius) · Vegeu més fotos d'aquest monument · Carregueu una nova foto d'aquest monument                  |
| Ca la Bona Mossa                                             |             | Gòtic, obra popular XVI    | Dosrius C. Pau Casals, 4-2                     | 41° 35′ 38″ N, 2° 24′ 24″ E / 41.59381°N,2.40668°E   | IPA-8533      | Carregueu una nova foto d'aquest monument                                                                                         |
| Cal Tarsó, o Can Net                                         |             | Obra popular XV-XVI        | Dosrius C. Sant Antoni                         | 41° 35′ 40″ N, 2° 24′ 23″ E / 41.59452°N,2.4063°E    | IPA-8534      | Carregueu una nova foto d'aquest monument                                                                                         |
| Can Batlle                                                   |             | Gòtic, obra popular XV     | Dosrius Ctra. de Dosrius                       | 41° 35′ 54″ N, 2° 24′ 42″ E / 41.59838°N,2.41159°E   | IPA-8536      | Can Batlle (Dosrius) · Vegeu més fotos d'aquest monument · Carregueu una nova foto d'aquest monument                              |
| Can Bosc                                                     |             | Obra popular XVI           | Dosrius Serra del Corredor                     | 41° 37′ 11″ N, 2° 26′ 44″ E / 41.61959°N,2.44544°E   | IPA-8537      | Can Bosc (Dosrius) · Vegeu més fotos d'aquest monument · Carregueu una nova foto d'aquest monument                                |
| Can Brugueràs                                                |             | XVII                       | Dosrius Camí a Arenys de Munt                  | 41° 36′ 30″ N, 2° 28′ 56″ E / 41.60824°N,2.48221°E   | IPA-8538      | Carregueu una nova foto d'aquest monument                                                                                         |
| Can Gabarra                                                  |             | Gòtic, obra popular XVI    | Dosrius Ctra. 5101 a Canyamars                 | 41° 35′ 53″ N, 2° 25′ 03″ E / 41.59819°N,2.41743°E   | IPA-8539      | Can Gabarra (Dosrius) · Vegeu més fotos d'aquest monument · Carregueu una nova foto d'aquest monument                             |
| Can Geimir                                                   |             | Gòtic, obra popular XV-XVI | Dosrius Ctra. B-510 de Dosrius                 | 41° 34′ 57″ N, 2° 23′ 49″ E / 41.5824°N,2.39684°E    | IPA-8540      | Carregueu una nova foto d'aquest monument                                                                                         |
| Sant Andreu del Far                                          |             | Gòtic tardà XVI            | Dosrius Barri del Far                          | 41° 37′ 26″ N, 2° 26′ 08″ E / 41.62379°N,2.43561°E   | IPA-8541      | Sant Andreu del Far (Dosrius) · Vegeu més fotos d'aquest monument · Carregueu una nova foto d'aquest monument                     |
| Can Guinard                                                  |             | Gòtic, obra popular XV     | Dosrius Barri del Far                          | 41° 37′ 26″ N, 2° 26′ 07″ E / 41.62393°N,2.43519°E   | IPA-8542      | Can Guinard (Dosrius) · Vegeu més fotos d'aquest monument · Carregueu una nova foto d'aquest monument                             |
| Can Llibre de Pagès                                          |             | Obra popular XVII          | Dosrius Camí a Arenys de Munt                  | 41° 35′ 36″ N, 2° 27′ 45″ E / 41.59321°N,2.4624°E    | IPA-8543      | Can Llibre de Pagès (Dosrius) · Vegeu més fotos d'aquest monument · Carregueu una nova foto d'aquest monument                     |
| Can Rogent                                                   |             | Obra popular XVI-XVII      | Dosrius Camí a Arenys de Munt                  | 41° 35′ 49″ N, 2° 27′ 57″ E / 41.59682°N,2.46583°E   | IPA-8544      | Carregueu una nova foto d'aquest monument                                                                                         |
| Església parroquial de Sant Esteve                           |             | Gòtic XIV                  | Dosrius Pl. de l'Església, Canyamars           | 41° 36′ 05″ N, 2° 26′ 50″ E / 41.60144°N,2.44723°E   | IPA-8546      | Església parroquial de Sant Esteve (Dosrius) · Vegeu més fotos d'aquest monument · Carregueu una nova foto d'aquest monument      |
| Can Canyamàs                                                 |             | Obra popular, gòtic XV-XVI | Dosrius                                        | 41° 36′ 05″ N, 2° 26′ 44″ E / 41.60142°N,2.44564°E   | IPA-8548      | Carregueu una nova foto d'aquest monument                                                                                         |
| Pou de glaç de Canyamars                                     | BCIL 2017   | Obra popular XVII-XVIII    | Dosrius Canyamars, camí de Rupit               | 41° 36′ 14″ N, 2° 27′ 17″ E / 41.60398°N,2.45467°E   | IPA-8549      | Pou de glaç (Dosrius) · Vegeu més fotos d'aquest monument · Carregueu una nova foto d'aquest monument                             |
| Capella de Sant Llop, o Capella de Sant Llop i Santa Eulàlia |             | Obra popular XVIII         | Dosrius Riera de Canyamars                     | 41° 35′ 54″ N, 2° 25′ 15″ E / 41.59827°N,2.42095°E   | IPA-8550      | Capella de Sant Llop (Dosrius) · Vegeu més fotos d'aquest monument · Carregueu una nova foto d'aquest monument                    |
| Ca n'Homs                                                    |             | Obra popular XVII          | Dosrius Canyamars                              | 41° 36′ 00″ N, 2° 26′ 45″ E / 41.60006°N,2.44595°E   | IPA-8551      | Carregueu una nova foto d'aquest monument                                                                                         |
| Can Gel                                                      |             | Obra popular XVII-XVIII    | Dosrius Canyamars                              | 41° 35′ 33″ N, 2° 26′ 11″ E / 41.59253°N,2.43627°E   | IPA-8552      | Carregueu una nova foto d'aquest monument                                                                                         |
| Can Rimblas                                                  |             | Obra popular XIV, XVIII    | Dosrius Canyamars                              | 41° 35′ 29″ N, 2° 26′ 39″ E / 41.59149°N,2.44405°E   | IPA-8553      | Can Rimblas (Dosrius) · Vegeu més fotos d'aquest monument · Carregueu una nova foto d'aquest monument                             |
| Santuari de la Mare de Déu del Corredor                      |             | Gòtic tardà XVI            | Dosrius Canyamars, serra del Corredor          | 41° 37′ 35″ N, 2° 28′ 48″ E / 41.626325°N,2.480047°E | IPA-8554      | Santuari de la Mare de Déu del Corredor (Dosrius) · Vegeu més fotos d'aquest monument · Carregueu una nova foto d'aquest monument |
| Can Terrades del Molí                                        |             | Obra popular XVII          | Dosrius Ctra. de Dosrius                       | 41° 35′ 25″ N, 2° 23′ 46″ E / 41.59041°N,2.39618°E   | IPA-8555      | Carregueu una nova foto d'aquest monument                                                                                         |
| Safareig del Comú                                            | BCIL 2017   | XX                         | Dosrius C. Sant Isidre                         | 41° 35′ 41″ N, 2° 24′ 26″ E / 41.594834°N,2.407114°E | IPA-36449     | Carregueu una nova foto d'aquest monument                                                                                         |
| Pou de glaç de Can Gel                                       |             | Obra popular               | Dosrius                                        |                                                      | IPA-36451     | Carregueu una nova foto d'aquest monument                                                                                         |
| Molí de Canyamars                                            |             | Obra popular               | Dosrius                                        |                                                      | IPA-41533     | Carregueu una nova foto d'aquest monument                                                                                         |
| Pou de gel de Can Bosc                                       |             | Obra popular               | Dosrius                                        |                                                      | IPA-41534     | Carregueu una nova foto d'aquest monument                                                                                         |
| Pou de gel de Can Ferrerons                                  |             | Obra popular               | Dosrius                                        |                                                      | IPA-41535     | Carregueu una nova foto d'aquest monument                                                                                         |
| Molí de Can Terrades                                         | BCIL 2017   |                            | Dosrius                                        |                                                      | IPA-45679     | Carregueu una nova foto d'aquest monument                                                                                         |

## Malgrat de Mar
| Monument                                                   | Protecció    | Estil/època                    | Localització                                       | Coordenades                                          | Codi?         | Imatge |
| ---------------------------------------------------------- | ------------ | ------------------------------ | -------------------------------------------------- | ---------------------------------------------------- | ------------- | --- |
| La Torre del Castell                                       | BCIN 1014-MH | Obra popular XVI               | Malgrat de Mar Parc del Castell                    | 41° 38′ 53″ N, 2° 44′ 25″ E / 41.6480333°N,2.74035°E | RI-51-0005515 | La Torre del Castell (Malgrat de Mar) · Vegeu més fotos d'aquest monument · Carregueu una nova foto d'aquest monument                        |
| Torre de Ca l'Arnau                                        | BCIL 2005    | Modernisme XX                  | Malgrat de Mar C. Bellaire - Passada               | 41° 38′ 48″ N, 2° 44′ 25″ E / 41.64664°N,2.74032°E   | IPA-8558      | Torre de Ca l'Arnau (Malgrat de Mar) · Vegeu més fotos d'aquest monument · Carregueu una nova foto d'aquest monument                         |
| Casa de la Vila                                            | BCIL 2005    | Modernisme XX                  | Malgrat de Mar C. Carme, 32                        | 41° 38′ 44″ N, 2° 44′ 28″ E / 41.64561°N,2.7411°E    | IPA-8560      | Casa de la Vila (Malgrat de Mar) · Vegeu més fotos d'aquest monument · Carregueu una nova foto d'aquest monument                             |
| Església parroquial de Sant Nicolau de Bari                | BCIL 2005    | Barroc XVIII                   | Malgrat de Mar Pl. de l'Església                   | 41° 38′ 47″ N, 2° 44′ 33″ E / 41.646492°N,2.742483°E | IPA-8561      | Església parroquial de Sant Nicolau de Bari (Malgrat de Mar) · Vegeu més fotos d'aquest monument · Carregueu una nova foto d'aquest monument |
| Cases d'estil popular                                      |              | Obra popular XVIII-XIX         | Malgrat de Mar C. Maó - c. Emilio                  | 41° 38′ 41″ N, 2° 44′ 40″ E / 41.6446°N,2.74439°E    | IPA-8562      | Cases d'estil popular (Malgrat de Mar) · Vegeu més fotos d'aquest monument · Carregueu una nova foto d'aquest monument                       |
| Casa al carrer de Mar, 47                                  |              | Modernisme XX Inici            | Malgrat de Mar C. Mar, 47                          | 41° 38′ 41″ N, 2° 44′ 34″ E / 41.64481°N,2.74279°E   | IPA-8563      | Casa al carrer de Mar, 47 (Malgrat de Mar) · Vegeu més fotos d'aquest monument · Carregueu una nova foto d'aquest monument                   |
| Torre del Bombai, o Ca la Vídua Sala, Torre d'en Riera     | BCIL 2005    | Modernisme XIX Final, XX Inici | Malgrat de Mar C. Mar, 61                          | 41° 38′ 40″ N, 2° 44′ 36″ E / 41.64454°N,2.7432°E    | IPA-8564      | Torre del Bombai (Malgrat de Mar) · Vegeu més fotos d'aquest monument · Carregueu una nova foto d'aquest monument                            |
| Comunitat Terapèutica de Malgrat, antic hospital i capella | BCIL 2005    | Obra popular XV                | Malgrat de Mar C. Passada, 44                      | 41° 38′ 48″ N, 2° 44′ 24″ E / 41.64664°N,2.73992°E   | IPA-8565      | Comunitat Terapèutica de Malgrat (Malgrat de Mar) · Vegeu més fotos d'aquest monument · Carregueu una nova foto d'aquest monument            |
| Torre de l'Esquena                                         | BCIL 2005    | Eclecticisme XIX               | Malgrat de Mar C. Sant Esteve, 17                  | 41° 38′ 34″ N, 2° 44′ 35″ E / 41.64266°N,2.74294°E   | IPA-8567      | Torre de l'Esquena (Malgrat de Mar) · Vegeu més fotos d'aquest monument · Carregueu una nova foto d'aquest monument                          |
| La Pilona                                                  |              | Obra popular XX                | Malgrat de Mar A 400 m de la costa                 | 41° 38′ 06″ N, 2° 44′ 19″ E / 41.63493°N,2.73857°E   | IPA-8568      | La Pilona (Malgrat de Mar) · Vegeu més fotos d'aquest monument · Carregueu una nova foto d'aquest monument                                   |
| Ermita de Santa Rita                                       |              | Obra popular XIX-XX            | Malgrat de Mar Turó de Santa Rita                  | 41° 39′ 05″ N, 2° 44′ 10″ E / 41.65149°N,2.73614°E   | IPA-8569      | Ermita de Santa Rita (Malgrat de Mar) · Vegeu més fotos d'aquest monument · Carregueu una nova foto d'aquest monument                        |
| Mercat Municipal                                           |              | Obra popular XX                | Malgrat de Mar C. Carme, 30                        | 41° 38′ 45″ N, 2° 44′ 28″ E / 41.64571°N,2.74124°E   | IPA-8570      | Mercat Municipal (Malgrat de Mar) · Vegeu més fotos d'aquest monument · Carregueu una nova foto d'aquest monument                            |
| Escola Mare de Déu de Montserrat, escoles municipals       | BCIL 2005    | Noucentisme XX                 | Malgrat de Mar C. Escoles, 10                      | 41° 38′ 35″ N, 2° 44′ 21″ E / 41.64292°N,2.7393°E    | IPA-8571      | Escola Mare de Déu de Montserrat (Malgrat de Mar) · Vegeu més fotos d'aquest monument · Carregueu una nova foto d'aquest monument            |
| Cases dels mestres del Col·legi Montserrat                 |              | Noucentisme XX                 | Malgrat de Mar C. Ramon Turró, 37 a 47             | 41° 38′ 36″ N, 2° 44′ 20″ E / 41.64323°N,2.739°E     | IPA-8572      | Cases dels mestres del Col·legi Montserrat (Malgrat de Mar) · Vegeu més fotos d'aquest monument · Carregueu una nova foto d'aquest monument  |
| La Cooperativa, o Can Desclapers                           | BCIL 2005    | Obra popular XVI               | Malgrat de Mar C. Desclapers, 16                   | 41° 38′ 46″ N, 2° 44′ 29″ E / 41.64611°N,2.74142°E   | IPA-8573      | La Cooperativa (Malgrat de Mar) · Vegeu més fotos d'aquest monument · Carregueu una nova foto d'aquest monument                              |
| Can Palomeres                                              | BCIL 2005    | Obra popular, gòtic XIII, XVII | Malgrat de Mar                                     | 41° 38′ 47″ N, 2° 43′ 42″ E / 41.64645°N,2.72828°E   | IPA-8574      | Carregueu una nova foto d'aquest monument |
| Can Soliva                                                 | BCIL 2005    | Obra popular XV, XVII-XVIII    | Malgrat de Mar C. Bellaire, 9 - c. Sant Antoni, 10 | 41° 38′ 48″ N, 2° 44′ 26″ E / 41.646593°N,2.740634°E | IPA-41094     | Can Soliva (Malgrat de Mar) · Vegeu més fotos d'aquest monument · Carregueu una nova foto d'aquest monument                                  |
| Molí del Barri de Can Viader, Molí de la Sal               |              | Obra popular                   | Malgrat de Mar                                     | 41° 39′ 03″ N, 2° 44′ 10″ E / 41.650760°N,2.736002°E | IPA-41542     | Molí del Barri de Can Viader (Malgrat de Mar) · Vegeu més fotos d'aquest monument · Carregueu una nova foto d'aquest monument                |

## El Masnou
Vegeu la llista de monuments del Masnou

## Mataró
Vegeu la llista de monuments de Mataró

## Montgat
| Monument                                         | Protecció    | Estil/època                         | Localització                                        | Coordenades                                          | Codi?         | Imatge |
| ------------------------------------------------ | ------------ | ----------------------------------- | --------------------------------------------------- | ---------------------------------------------------- | ------------- | --- |
| Torre de Ca l'Alsina                             | BCIN 1085-MH | Obra popular XVI-XVII               | Montgat C. de Mar, 4                                | 41° 27′ 58″ N, 2° 16′ 50″ E / 41.466205°N,2.280591°E | RI-51-0005550 | Torre de Ca l'Alsina (Montgat) · Vegeu més fotos d'aquest monument · Carregueu una nova foto d'aquest monument                      |
| Torre de Ca l'Umbert                             | BCIN 4065-MH | Obra popular XVI-XVII               | Montgat Rnd. 8 de març, 1-3                         | 41° 28′ 14″ N, 2° 16′ 53″ E / 41.4705°N,2.281278°E   | IPA-8749      | Torre de Ca l'Umbert (Montgat) · Vegeu més fotos d'aquest monument · Carregueu una nova foto d'aquest monument                      |
| Església parroquial de Sant Joan Baptista        | BCIL 1997    | Historicisme XIX                    | Montgat C. de l'Església, 66                        | 41° 28′ 02″ N, 2° 16′ 54″ E / 41.467312°N,2.28177°E  | IPA-8725      | Església parroquial de Sant Joan Baptista (Montgat) · Vegeu més fotos d'aquest monument · Carregueu una nova foto d'aquest monument |
| Casa al carrer Figuerola, 17-19                  |              | Eclecticisme XIX                    | Montgat C. Figuerola, 17-19                         | 41° 28′ 04″ N, 2° 16′ 45″ E / 41.467791°N,2.279214°E | IPA-8726      | Casa al carrer Figuerola, 17-19 (Montgat) · Vegeu més fotos d'aquest monument · Carregueu una nova foto d'aquest monument           |
| Banys Montgat                                    |              | Obra popular XX                     | Montgat Platja (enderrocat)                         |                                                      | IPA-8728      | Carregueu una nova foto d'aquest monument                                                                                           |
| Túnel ferroviari del turó de Montgat             | BCIL 1997    | Eclecticisme XIX                    | Montgat Turó de Montgat                             | 41° 27′ 58″ N, 2° 16′ 46″ E / 41.46609°N,2.279364°E  | IPA-8730      | Túnel ferroviari del turó de Montgat · Vegeu més fotos d'aquest monument · Carregueu una nova foto d'aquest monument                |
| Estació de Montgat                               |              | Eclecticisme XX                     | Montgat C. Marina                                   | 41° 27′ 47″ N, 2° 16′ 19″ E / 41.46299°N,2.272023°E  | IPA-8731      | Estació de Montgat · Vegeu més fotos d'aquest monument · Carregueu una nova foto d'aquest monument                                  |
| Masia de Can Sant Hilari                         | BCIL 1997    | Obra popular XIX-XX                 | Montgat Camí Ral, 3                                 | 41° 28′ 00″ N, 2° 16′ 47″ E / 41.466757°N,2.279585°E | IPA-8732      | Masia de Can Sant Hilari (Montgat) · Vegeu més fotos d'aquest monument · Carregueu una nova foto d'aquest monument                  |
| Casa a la riera d'en Font                        |              | Obra popular XX                     | Montgat Riera d'en Font, 8 bis - c. del Mar         | 41° 28′ 04″ N, 2° 17′ 04″ E / 41.467904°N,2.284362°E | IPA-8733      | Casa a la riera d'en Font (Montgat) · Vegeu més fotos d'aquest monument · Carregueu una nova foto d'aquest monument                 |
| Quinta Santana, o Seminari Menor dels Claretians |              | Eclecticisme XIX Mitjan             | Montgat Ctra. de Tiana                              | 41° 28′ 12″ N, 2° 16′ 00″ E / 41.470071°N,2.266626°E | IPA-8734      | Quinta Santana (Montgat) · Vegeu més fotos d'aquest monument · Carregueu una nova foto d'aquest monument                            |
| Mas Gili                                         |              | Gòtic, obra popular XV, XIX         | Montgat Camí de Can Gili                            | 41° 28′ 28″ N, 2° 16′ 39″ E / 41.474553°N,2.277402°E | IPA-8735      | Mas Gili (Montgat) · Vegeu més fotos d'aquest monument · Carregueu una nova foto d'aquest monument                                  |
| Carrer de Montsolís                              |              | Obra popular XIX-XX                 | Montgat C. Montsolís                                | 41° 28′ 12″ N, 2° 17′ 18″ E / 41.469902°N,2.288436°E | IPA-8739      | Carrer de Montsolís (Montgat) · Vegeu més fotos d'aquest monument · Carregueu una nova foto d'aquest monument                       |
| Cal Pallejà, o Cal Marqués de Monsolís           | BCIL 1997    | Monumentalisme academicista XX, XIX | Montgat C. Aurora Bertrana, 1-3                     | 41° 28′ 12″ N, 2° 17′ 13″ E / 41.469993°N,2.287057°E | IPA-8740      | Cal Pallejà (Montgat) · Vegeu més fotos d'aquest monument · Carregueu una nova foto d'aquest monument                               |
| Templet-mirador del turó del Mar                 |              | Historicisme XX                     | Montgat Al cim del turó del Mar                     | 41° 28′ 04″ N, 2° 16′ 49″ E / 41.467725°N,2.280209°E | IPA-8743      | Templet-mirador del turó del Mar (Montgat) · Vegeu més fotos d'aquest monument · Carregueu una nova foto d'aquest monument          |
| Can Regent                                       |              | Obra popular XIX                    | Montgat C. de l'Onze de Setembre                    | 41° 28′ 27″ N, 2° 16′ 48″ E / 41.474254°N,2.280005°E | IPA-8744      | Can Regent (Montgat) · Vegeu més fotos d'aquest monument · Carregueu una nova foto d'aquest monument                                |
| Can Ventura                                      |              | Eclecticisme, historicisme XX       | Montgat Camí Ral, 191                               | 41° 28′ 22″ N, 2° 17′ 43″ E / 41.472691°N,2.295267°E | IPA-8745      | Can Ventura (Montgat) · Vegeu més fotos d'aquest monument · Carregueu una nova foto d'aquest monument                               |
| Capella de Sant Martí                            | BCIL 1997    | Romànic XI-XII                      | Montgat Av. Jordana, 70, Can Ribas                  | 41° 28′ 16″ N, 2° 16′ 44″ E / 41.471239°N,2.278972°E | IPA-8747      | Capella de Sant Martí (Montgat) · Vegeu més fotos d'aquest monument · Carregueu una nova foto d'aquest monument                     |
| Can Ribas, o Club de Tennis Turó del Mar         |              | Obra popular XVIII-XIX, XX          | Montgat Av. Jordana, 72                             | 41° 28′ 15″ N, 2° 16′ 45″ E / 41.470926°N,2.279227°E | IPA-8748      | Can Ribas (Montgat) · Vegeu més fotos d'aquest monument · Carregueu una nova foto d'aquest monument                                 |
| Xemeneia de l'antiga fàbrica ERT                 | BCIL 1997    | Obra popular XX                     | Montgat A l'est de l'estació ferroviària de Montgat | 41° 27′ 47″ N, 2° 16′ 24″ E / 41.462962°N,2.273328°E | IPA-36660     | Xemeneia de l'antiga fàbrica ERT (Montgat) · Vegeu més fotos d'aquest monument · Carregueu una nova foto d'aquest monument          |

## Òrrius
| Monument                           | Protecció | Estil/època                          | Localització                    | Coordenades                                        | Codi?    | Imatge |
| ---------------------------------- | --------- | ------------------------------------ | ------------------------------- | -------------------------------------------------- | -------- | --- |
| Església parroquial de Sant Andreu |           | Gòtic tardà, preromànic, romànic XVI | Òrrius Pl. de l'Església        | 41° 33′ 19″ N, 2° 21′ 17″ E / 41.55527°N,2.3548°E  | IPA-8751 | Església parroquial de Sant Andreu (Òrrius) · Vegeu més fotos d'aquest monument · Carregueu una nova foto d'aquest monument |
| Casa rectoral                      |           | Obra popular XVII                    | Òrrius Pl. de l'Església        | 41° 33′ 19″ N, 2° 21′ 17″ E / 41.55516°N,2.35465°E | IPA-8753 | Casa rectoral (Òrrius) · Vegeu més fotos d'aquest monument · Carregueu una nova foto d'aquest monument                      |
| Can Conill                         |           | Barroc, obra popular XVII            | Òrrius Camí Sant Bertomeu       | 41° 33′ 22″ N, 2° 21′ 13″ E / 41.55615°N,2.35352°E | IPA-8754 | Can Conill (Òrrius) · Vegeu més fotos d'aquest monument · Carregueu una nova foto d'aquest monument                         |
| Can Femades, Can Famades           |           | Gòtic, obra popular XIV-XV           | Òrrius Costat llevant del poble | 41° 33′ 13″ N, 2° 21′ 09″ E / 41.55367°N,2.35239°E | IPA-8755 | Carregueu una nova foto d'aquest monument                                                                                   |
| Can Blanc                          |           | Gòtic, obra popular XVI              | Òrrius Ctra. BV-5106            | 41° 33′ 16″ N, 2° 21′ 19″ E / 41.5545°N,2.35517°E  | IPA-8756 | Carregueu una nova foto d'aquest monument                                                                                   |
| Can Jordi, o Can Macià             |           | Gòtic, obra popular XV               | Òrrius                          | 41° 33′ 25″ N, 2° 21′ 38″ E / 41.55701°N,2.36043°E | IPA-8757 | Can Jordi (Òrrius) · Vegeu més fotos d'aquest monument · Carregueu una nova foto d'aquest monument                          |
| Can Prats                          |           | Obra popular XV                      | Òrrius Prop de la carretera     | 41° 33′ 04″ N, 2° 21′ 19″ E / 41.5512°N,2.35524°E  | IPA-8758 | Carregueu una nova foto d'aquest monument                                                                                   |
| Can Triador, Can Triadó            |           | Obra popular XV                      | Òrrius                          | 41° 33′ 25″ N, 2° 20′ 44″ E / 41.55697°N,2.34546°E | IPA-8760 | Can Triador (Òrrius) · Vegeu més fotos d'aquest monument · Carregueu una nova foto d'aquest monument                        |
| Can Vinyamata                      |           | Gòtic, obra popular XV               | Òrrius                          | 41° 34′ 05″ N, 2° 21′ 18″ E / 41.5681°N,2.35487°E  | IPA-8763 | Carregueu una nova foto d'aquest monument                                                                                   |

## Palafolls
| Monument                                              | Protecció      | Estil/època                      | Localització                                       | Coordenades                                          | Codi?         | Imatge |
| ----------------------------------------------------- | -------------- | -------------------------------- | -------------------------------------------------- | ---------------------------------------------------- | ------------- | --- |
| Castell de Palafolls                                  | BCIN 372-MH-EN | XI-XV                            | Palafolls Camí del Castell                         | 41° 40′ 43″ N, 2° 44′ 09″ E / 41.678556°N,2.73575°E  | RI-51-0005579 | Castell de Palafolls · Vegeu més fotos d'aquest monument · Carregueu una nova foto d'aquest monument                                    |
| Torre de Valldejuli                                   | BCIN 1159-MH   | XVI                              | Palafolls Vall de Sant Genís                       | 41° 39′ 26″ N, 2° 43′ 35″ E / 41.657306°N,2.726417°E | RI-51-0005580 | Carregueu una nova foto d'aquest monument                                                                                               |
| Església parroquial de Sant Genís de Palafolls        | BCIN 1968-MH   | Romànic, gòtic X, XVI            | Palafolls Ctra. de Sant Genís                      | 41° 39′ 37″ N, 2° 43′ 21″ E / 41.660278°N,2.7225°E   | RI-51-0005581 | Església parroquial de Sant Genís de Palafolls · Vegeu més fotos d'aquest monument · Carregueu una nova foto d'aquest monument          |
| Can Ribes                                             |                | Obra popular                     | Palafolls Camí del castell                         | 41° 40′ 27″ N, 2° 44′ 48″ E / 41.67414°N,2.74663°E   | IPA-8766      | Carregueu una nova foto d'aquest monument                                                                                               |
| Mas Comes                                             |                | Gòtic, obra popular XIV-XVI      | Palafolls                                          | 41° 40′ 26″ N, 2° 45′ 10″ E / 41.67395°N,2.75264°E   | IPA-8767      | Mas Comes (Palafolls) · Vegeu més fotos d'aquest monument · Carregueu una nova foto d'aquest monument                                   |
| Can Puigvert                                          |                | Barroc, obra popular XVII-XVIII  | Palafolls Camí de Tordera-Palafolls                | 41° 41′ 17″ N, 2° 44′ 22″ E / 41.68818°N,2.73938°E   | IPA-8769      | Can Puigvert (Palafolls) · Vegeu més fotos d'aquest monument · Carregueu una nova foto d'aquest monument                                |
| Can Tortós                                            |                | Obra popular XVII-XVIII          | Palafolls Camí de Tordera-Palafolls                | 41° 40′ 57″ N, 2° 44′ 28″ E / 41.68257°N,2.7412°E    | IPA-8770      | Carregueu una nova foto d'aquest monument                                                                                               |
| Molí d'en Puigvert                                    |                | Obra popular XIX                 | Palafolls Camí de Tordera-Palafolls                | 41° 41′ 09″ N, 2° 44′ 39″ E / 41.68577°N,2.74409°E   | IPA-8771      | Molí d'en Puigvert (Palafolls) · Vegeu més fotos d'aquest monument · Carregueu una nova foto d'aquest monument                          |
| Can Sureda                                            |                | Obra popular XIV-XV              | Palafolls Camí de Tordera                          | 41° 40′ 58″ N, 2° 44′ 22″ E / 41.68284°N,2.73951°E   | IPA-8772      | Carregueu una nova foto d'aquest monument                                                                                               |
| El Mas Roig                                           |                | Obra popular                     | Palafolls Camí de Tordera-Palafolls                | 41° 41′ 09″ N, 2° 44′ 19″ E / 41.68582°N,2.73869°E   | IPA-8773      | Carregueu una nova foto d'aquest monument                                                                                               |
| Ca n'Oms                                              | BCIL           | Obra popular, modernisme XVII-XX | Palafolls Ctra. Malgrat-Palafolls                  | 41° 39′ 48″ N, 2° 45′ 10″ E / 41.66333°N,2.75274°E   | IPA-8774      | Ca n'Oms (Palafolls) · Vegeu més fotos d'aquest monument · Carregueu una nova foto d'aquest monument                                    |
| Plaça Major de Palafolls                              |                | Obra popular                     | Palafolls Plaça Major                              | 41° 40′ 01″ N, 2° 44′ 58″ E / 41.66692°N,2.74941°E   | IPA-8775      | Plaça Major de Palafolls · Vegeu més fotos d'aquest monument · Carregueu una nova foto d'aquest monument                                |
| Casa de la Vila, Ajuntament de Palafolls              | BCIL 2006      | Obra popular XVIII               | Palafolls Pl. Major                                | 41° 40′ 01″ N, 2° 44′ 57″ E / 41.66693°N,2.74919°E   | IPA-8776      | Casa de la Vila (Palafolls) · Vegeu més fotos d'aquest monument · Carregueu una nova foto d'aquest monument                             |
| Can Florit                                            |                | Obra popular                     | Palafolls Camí de Can Florit                       | 41° 40′ 20″ N, 2° 44′ 52″ E / 41.67219°N,2.74766°E   | IPA-8777      | Masia Can Florit (Palafolls) · Vegeu més fotos d'aquest monument · Carregueu una nova foto d'aquest monument                            |
| Església parroquial de Santa Maria Assumpta           |                | Historicisme XIX Final           | Palafolls C. Major                                 | 41° 40′ 05″ N, 2° 44′ 58″ E / 41.66812°N,2.74933°E   | IPA-8779      | Església parroquial de Santa Maria Assumpta (Palafolls) · Vegeu més fotos d'aquest monument · Carregueu una nova foto d'aquest monument |
| Conjunt de cases al carrer Joaquim Ruhi               |                | Obra popular                     | Palafolls C. Joaquim Ruhi                          | 41° 40′ 10″ N, 2° 44′ 48″ E / 41.66945°N,2.74664°E   | IPA-8780      | Conjunt de cases al carrer Joaquim Ruhi (Palafolls) · Vegeu més fotos d'aquest monument · Carregueu una nova foto d'aquest monument     |
| Can Fonolleda, masia del camí de la Font del Ferro    |                | Obra popular, gòtic              | Palafolls Camí de la Font del Ferro                | 41° 40′ 13″ N, 2° 44′ 30″ E / 41.67029°N,2.7418°E    | IPA-8784      | Carregueu una nova foto d'aquest monument                                                                                               |
| Capella de Sant Pere de Vivelles                      |                | Barroc XVIII                     | Palafolls Ctra. N-II, km 686                       | 41° 40′ 31″ N, 2° 43′ 21″ E / 41.67514°N,2.72245°E   | IPA-8787      | Capella de Sant Pere de Vivelles (Palafolls) · Vegeu més fotos d'aquest monument · Carregueu una nova foto d'aquest monument            |
| Mas Moner, o Mas Monne                                |                | Obra popular                     | Palafolls                                          | 41° 40′ 20″ N, 2° 44′ 35″ E / 41.67228°N,2.74303°E   | IPA-8789      | Carregueu una nova foto d'aquest monument                                                                                               |
| Ca n'Oller                                            |                | Obra popular XVIII               | Palafolls                                          | 41° 40′ 22″ N, 2° 44′ 34″ E / 41.67288°N,2.74275°E   | IPA-8790      | Carregueu una nova foto d'aquest monument                                                                                               |
| Can Roquet                                            |                | Obra popular XVI                 | Palafolls Camí de Tordera a Palafolls              | 41° 41′ 28″ N, 2° 43′ 30″ E / 41.69111°N,2.725°E     | IPA-9228      | Carregueu una nova foto d'aquest monument                                                                                               |
| Can Florit de Sant Genís                              |                | Obra popular, gòtic XIV-XV       | Palafolls Pl. de l'Església                        | 41° 39′ 36″ N, 2° 43′ 16″ E / 41.66006°N,2.72105°E   | IPA-38467     | Carregueu una nova foto d'aquest monument                                                                                               |
| Conjunt de la plaça Major: Can Gasiva, Can Sona, Leon | BCIL 2006      |                                  | Palafolls Pl. Major                                | 41° 40′ 01″ N, 2° 44′ 58″ E / 41.666982°N,2.749348°E | IPA-41088     | Carregueu una nova foto d'aquest monument                                                                                               |
| Cooperativa Pagesa                                    | BCIL 2006      | XX                               | Palafolls C. Sindicat, 3                           | 41° 40′ 02″ N, 2° 45′ 02″ E / 41.667306°N,2.750486°E | IPA-41089     | Carregueu una nova foto d'aquest monument                                                                                               |
| Antiga Germandat Agrícola                             | BCIL 2006      | XX                               | Palafolls C. de Francesc Macià, 1                  | 41° 40′ 06″ N, 2° 44′ 55″ E / 41.668198°N,2.748722°E | IPA-41090     | Carregueu una nova foto d'aquest monument                                                                                               |
| Can Riudarenes                                        | BCIL 2006      | XX                               | Palafolls C. Major, 15                             | 41° 40′ 01″ N, 2° 44′ 56″ E / 41.666808°N,2.748844°E | IPA-41091     | Carregueu una nova foto d'aquest monument                                                                                               |
| Can Prats                                             | BCIL 2006      | Eclecticisme XX                  | Palafolls C. Major, 34                             | 41° 40′ 04″ N, 2° 44′ 56″ E / 41.66779°N,2.749016°E  | IPA-41092     | Carregueu una nova foto d'aquest monument                                                                                               |
| Can Calau                                             | BCIL 2008      | Obra popular XVI                 | Palafolls C. Joaquim Ruhí, 1                       | 41° 40′ 09″ N, 2° 44′ 45″ E / 41.669226°N,2.745953°E | IPA-41093     | Can Calau (Palafolls) · Vegeu més fotos d'aquest monument · Carregueu una nova foto d'aquest monument                                   |
| Forn de Can Borrell                                   |                | Obra popular                     | Palafolls                                          |                                                      | IPA-41543     | Carregueu una nova foto d'aquest monument                                                                                               |
| Rajoleria de Puigverd                                 |                | Obra popular                     | Palafolls                                          |                                                      | IPA-41544     | Carregueu una nova foto d'aquest monument                                                                                               |
| Can Puig i entorn                                     | BCIL 2008      | Obra popular XX                  | Palafolls C. de la Font del Ferro                  | 41° 40′ 14″ N, 2° 44′ 42″ E / 41.670549°N,2.745076°E | IPA-45910     | Can Puig (Palafolls) · Vegeu més fotos d'aquest monument · Carregueu una nova foto d'aquest monument                                    |
| Ca l'Aldrofeu, Cal Vigilant o Can Mas                 | BCIL 2008      | Obra popular XVI-XVII            | Palafolls Camí de Tordera                          | 41° 41′ 01″ N, 2° 44′ 14″ E / 41.683722°N,2.737325°E | IPA-45914     | Carregueu una nova foto d'aquest monument                                                                                               |
| El Palauet                                            |                | 1990-1996                        | Palafolls C. Ramon Turró - av. Ribera d'en Burgada | 41° 40′ 10″ N, 2° 45′ 03″ E / 41.669550°N,2.750883°E | IPA-46295     | El Palauet (Palafolls) · Vegeu més fotos d'aquest monument · Carregueu una nova foto d'aquest monument                                  |

## Pineda de Mar
Vegeu la llista de monuments de Pineda de Mar

## Premià de Dalt
Vegeu la llista de monuments de Premià de Dalt

## Premià de Mar
Vegeu la llista de monuments de Premià de Mar

## Sant Andreu de Llavaneres
Vegeu la llista de monuments de Sant Andreu de Llavaneres

## Sant Cebrià de Vallalta
| Monument                            | Protecció | Estil/època                                | Localització                                 | Coordenades                                        | Codi?     | Imatge |
| ----------------------------------- | --------- | ------------------------------------------ | -------------------------------------------- | -------------------------------------------------- | --------- | --- |
| Can Conna, o Ca la Rossa            |           | Barroc, obra popular XVIII                 | Sant Cebrià de Vallalta Camí a Sant Pol      | 41° 36′ 50″ N, 2° 36′ 18″ E / 41.61394°N,2.60495°E | IPA-8935  | Carregueu una nova foto d'aquest monument                                                                                    |
| Masia de Can Mates                  |           | Obra popular XVIII, XX                     | Sant Cebrià de Vallalta Camí de la Riera     | 41° 37′ 37″ N, 2° 36′ 48″ E / 41.62691°N,2.61324°E | IPA-8937  | Masia de Can Mates (Sant Cebrià de Vallalta) · Vegeu més fotos d'aquest monument · Carregueu una nova foto d'aquest monument |
| Cal Met Vicenç                      |           | Obra popular XVI                           | Sant Cebrià de Vallalta Camí de Can Terrades | 41° 37′ 49″ N, 2° 37′ 02″ E / 41.6302°N,2.61733°E  | IPA-8938  | Carregueu una nova foto d'aquest monument                                                                                    |
| Can Llor                            |           | Obra popular XVIII-XIX                     | Sant Cebrià de Vallalta Camí de Can Mates    | 41° 37′ 50″ N, 2° 37′ 17″ E / 41.63059°N,2.62144°E | IPA-8939  | Carregueu una nova foto d'aquest monument                                                                                    |
| Can Llobet                          |           | Obra popular, gòtic XVI                    | Sant Cebrià de Vallalta Ctra. a Sant Iscle   | 41° 37′ 03″ N, 2° 35′ 35″ E / 41.6174°N,2.59303°E  | IPA-8940  | Carregueu una nova foto d'aquest monument                                                                                    |
| Can Goita                           |           | Historicisme XIX                           | Sant Cebrià de Vallalta Camí de Can Mates    | 41° 37′ 20″ N, 2° 36′ 38″ E / 41.62234°N,2.61047°E | IPA-8941  | Can Goita (Sant Cebrià de Vallalta) · Vegeu més fotos d'aquest monument · Carregueu una nova foto d'aquest monument          |
| Can Gibert, o Mas Solà              |           | Obra popular, gòtic XVI                    | Sant Cebrià de Vallalta C. Narcís Jubany     | 41° 37′ 09″ N, 2° 35′ 59″ E / 41.61916°N,2.5998°E  | IPA-8942  | Carregueu una nova foto d'aquest monument                                                                                    |
| Cases al carrer de Sant Cosme       |           | Obra popular XVI                           | Sant Cebrià de Vallalta Sant Cosme, 2        | 41° 37′ 12″ N, 2° 36′ 03″ E / 41.6199°N,2.60086°E  | IPA-8943  | Carregueu una nova foto d'aquest monument                                                                                    |
| Església de Sant Cebrià de Vallalta | BCIL 1983 | Gòtic tardà XVI                            | Sant Cebrià de Vallalta Pl. de l'Església    | 41° 37′ 11″ N, 2° 35′ 59″ E / 41.61983°N,2.5997°E  | IPA-8944  | Església de Sant Cebrià de Vallalta · Vegeu més fotos d'aquest monument · Carregueu una nova foto d'aquest monument          |
| Can Coris                           | BCIL 1983 | Gòtic tardà, obra popular, renaixement XIV | Sant Cebrià de Vallalta C. del Centre        | 41° 37′ 11″ N, 2° 36′ 00″ E / 41.61979°N,2.60011°E | IPA-8946  | Can Coris (Sant Cebrià de Vallalta) · Vegeu més fotos d'aquest monument · Carregueu una nova foto d'aquest monument          |
| Molí de Dalt                        |           | Obra popular                               | Sant Cebrià de Vallalta                      | 41° 37′ 05″ N, 2° 35′ 34″ E / 41.61806°N,2.59267°E | IPA-41545 | Carregueu una nova foto d'aquest monument                                                                                    |

## Sant Iscle de Vallalta
| Monument                                          | Protecció | Estil/època                | Localització                                                       | Coordenades                                          | Codi?     | Imatge |
| ------------------------------------------------- | --------- | -------------------------- | ------------------------------------------------------------------ | ---------------------------------------------------- | --------- | --- |
| Masia Can Castellar                               |           | Obra popular XVI-XVII      | Sant Iscle de Vallalta                                             | 41° 38′ 52″ N, 2° 34′ 54″ E / 41.64786°N,2.58163°E   | IPA-8950  | Masia Can Castellar (Sant Iscle de Vallalta) · Vegeu més fotos d'aquest monument · Carregueu una nova foto d'aquest monument |
| Cal Peraire                                       | BCIL 1983 | Obra popular               | Sant Iscle de Vallalta                                             | 41° 39′ 10″ N, 2° 32′ 40″ E / 41.65286°N,2.54457°E   | IPA-8951  | Cal Peraire (Sant Iscle de Vallalta) · Vegeu més fotos d'aquest monument · Carregueu una nova foto d'aquest monument         |
| Masia Can Badó Pera                               | BCIL 1983 | Obra popular XVII-XVIII    | Sant Iscle de Vallalta Camí ral d'Arenys al Montnegre              | 41° 39′ 11″ N, 2° 32′ 40″ E / 41.65312°N,2.54458°E   | IPA-8953  | Can Vadó (Sant Iscle de Vallalta) · Vegeu més fotos d'aquest monument · Carregueu una nova foto d'aquest monument            |
| Can Vives de la Cortada                           | BCIL 1983 | Obra popular XVII, XVIII   | Sant Iscle de Vallalta Montnegre                                   | 41° 39′ 07″ N, 2° 33′ 13″ E / 41.65208°N,2.55352°E   | IPA-8954  | Carregueu una nova foto d'aquest monument                                                                                    |
| Can Vila                                          | BCIL 1983 | Obra popular               | Sant Iscle de Vallalta                                             | 41° 38′ 03″ N, 2° 33′ 55″ E / 41.63415°N,2.56516°E   | IPA-8955  | Carregueu una nova foto d'aquest monument                                                                                    |
| Can Pera                                          | BCIL 1983 | Obra popular               | Sant Iscle de Vallalta                                             | 41° 38′ 47″ N, 2° 34′ 38″ E / 41.64647°N,2.57735°E   | IPA-8956  | Carregueu una nova foto d'aquest monument                                                                                    |
| Ca l'Oller                                        | BCIL 1983 | Eclecticisme XIX           | Sant Iscle de Vallalta                                             | 41° 38′ 20″ N, 2° 33′ 05″ E / 41.63898°N,2.55142°E   | IPA-8957  | Ca l'Oller (Sant Iscle de Vallalta) · Vegeu més fotos d'aquest monument · Carregueu una nova foto d'aquest monument          |
| Masia Can Maresme, o Can Juan Canyellas i Maresme | BCIL 1983 | Obra popular XVI, XIX      | Sant Iscle de Vallalta                                             | 41° 38′ 29″ N, 2° 33′ 00″ E / 41.64143°N,2.54991°E   | IPA-8958  | Masia Can Maresme (Sant Iscle de Vallalta) · Vegeu més fotos d'aquest monument · Carregueu una nova foto d'aquest monument   |
| Can Gurri                                         | BCIL 1983 | Obra popular XVII-XVIII    | Sant Iscle de Vallalta                                             | 41° 38′ 03″ N, 2° 33′ 25″ E / 41.63408°N,2.55685°E   | IPA-8959  | Carregueu una nova foto d'aquest monument                                                                                    |
| Can Casas o Can Cases                             | BCIL 1983 | Obra popular XVII-XVIII    | Sant Iscle de Vallalta                                             | 41° 37′ 24″ N, 2° 34′ 33″ E / 41.62339°N,2.57588°E   | IPA-8960  | Carregueu una nova foto d'aquest monument                                                                                    |
| Masia Can Bataller, o Can Boter                   |           | Obra popular, gòtic XV-XVI | Sant Iscle de Vallalta                                             | 41° 38′ 13″ N, 2° 34′ 59″ E / 41.6369°N,2.58315°E    | IPA-8961  | Carregueu una nova foto d'aquest monument                                                                                    |
| Can Bacs o Can Bachs                              | BCIL 1983 | Obra popular               | Sant Iscle de Vallalta                                             | 41° 37′ 31″ N, 2° 34′ 57″ E / 41.62535°N,2.58244°E   | IPA-8963  | Carregueu una nova foto d'aquest monument                                                                                    |
| Ca l'Aranyó                                       | BCIL 1983 | Obra popular XVII, XVIII   | Sant Iscle de Vallalta                                             | 41° 37′ 43″ N, 2° 33′ 46″ E / 41.62848°N,2.56269°E   | IPA-8964  | Carregueu una nova foto d'aquest monument                                                                                    |
| Antiga rectoria                                   | BCIL 1983 | Obra popular XVIII         | Sant Iscle de Vallalta C. Església                                 | 41° 37′ 23″ N, 2° 34′ 10″ E / 41.62301°N,2.56941°E   | IPA-8966  | Carregueu una nova foto d'aquest monument                                                                                    |
| Villa Conchi                                      |           | Obra popular               | Sant Iscle de Vallalta C. Església                                 | 41° 37′ 27″ N, 2° 34′ 07″ E / 41.6243°N,2.5686°E     | IPA-8967  | Carregueu una nova foto d'aquest monument                                                                                    |
| Cal Rei                                           |           | Obra popular XVII, XVIII   | Sant Iscle de Vallalta Carretera                                   | 41° 37′ 20″ N, 2° 34′ 15″ E / 41.62212°N,2.57073°E   | IPA-8969  | Carregueu una nova foto d'aquest monument                                                                                    |
| Can Pona                                          | BCIL 1983 |                            | Sant Iscle de Vallalta Camí de Can Pona                            | 41° 38′ 40″ N, 2° 34′ 10″ E / 41.644484°N,2.569331°E | IPA-34342 | Can Pona (Sant Iscle de Vallalta) · Vegeu més fotos d'aquest monument · Carregueu una nova foto d'aquest monument            |
| Can Camps                                         | BCIL 1983 |                            | Sant Iscle de Vallalta Camí a 100 metres del carrer de les Escoles | 41° 37′ 34″ N, 2° 34′ 10″ E / 41.626249°N,2.569482°E | IPA-34343 | Carregueu una nova foto d'aquest monument                                                                                    |
| Can Coll                                          | BCIL 1983 |                            | Sant Iscle de Vallalta                                             | 41° 38′ 00″ N, 2° 34′ 14″ E / 41.633207°N,2.570625°E | IPA-34345 | Carregueu una nova foto d'aquest monument                                                                                    |
| Can Bodriques                                     | BCIL 1983 | Obra popular               | Sant Iscle de Vallalta C. de la Creu                               |                                                      | IPA-34346 | Carregueu una nova foto d'aquest monument                                                                                    |
| Can Xica o Can Rovira                             | BCIL 1983 |                            | Sant Iscle de Vallalta                                             | 41° 38′ 41″ N, 2° 33′ 22″ E / 41.644798°N,2.556195°E | IPA-34347 | Carregueu una nova foto d'aquest monument                                                                                    |
| Can Jaume del Crestat                             | BCIL 1983 | Obra popular               | Sant Iscle de Vallalta                                             | 41° 38′ 44″ N, 2° 34′ 06″ E / 41.645606°N,2.568456°E | IPA-34348 | Carregueu una nova foto d'aquest monument                                                                                    |
| Can Rocosa                                        | BCIL 1983 | Obra popular XVII          | Sant Iscle de Vallalta Veïnat de la Cortada                        | 41° 38′ 38″ N, 2° 33′ 27″ E / 41.643826°N,2.557451°E | IPA-34349 | Carregueu una nova foto d'aquest monument                                                                                    |
| Cal Cisteller                                     | BCIL 1983 | Obra popular               | Sant Iscle de Vallalta Veïnat de la Cortada                        |                                                      | IPA-34350 | Carregueu una nova foto d'aquest monument                                                                                    |
| Vil·la Maria Rosa                                 | BCIL 1983 | XX                         | Sant Iscle de Vallalta C. de les Escoles, 27                       | 41° 37′ 23″ N, 2° 34′ 14″ E / 41.623081°N,2.570526°E | IPA-34351 | Carregueu una nova foto d'aquest monument                                                                                    |
| Can Ginebra                                       | BCIL 1983 |                            | Sant Iscle de Vallalta                                             |                                                      | IPA-34352 | Carregueu una nova foto d'aquest monument                                                                                    |
| Can Rotllo                                        | BCIL 1983 |                            | Sant Iscle de Vallalta Camí de Can Preses                          | 41° 37′ 22″ N, 2° 34′ 01″ E / 41.622913°N,2.566909°E | IPA-34353 | Carregueu una nova foto d'aquest monument                                                                                    |
| Can Xicrau, Can Xic Grau o Can Xic Gran           | BCIL 1983 | Obra popular               | Sant Iscle de Vallalta Veïnat de la Cortada                        | 41° 38′ 16″ N, 2° 33′ 28″ E / 41.637882°N,2.557907°E | IPA-34354 | Carregueu una nova foto d'aquest monument                                                                                    |
| Can Jordi                                         | BCIL 1983 | Obra popular               | Sant Iscle de Vallalta C. de Montnegre, el Prat, Can Magel         | 41° 38′ 46″ N, 2° 34′ 25″ E / 41.646127°N,2.573553°E | IPA-34355 | Carregueu una nova foto d'aquest monument                                                                                    |
| Veïnat de la Salut                                | BCIL 1983 |                            | Sant Iscle de Vallalta La Salut                                    | 41° 37′ 54″ N, 2° 33′ 57″ E / 41.631549°N,2.565749°E | IPA-34356 | Carregueu una nova foto d'aquest monument                                                                                    |
| Can Verdura                                       | BCIL 1983 | Obra popular               | Sant Iscle de Vallalta Camí paral·lel al c. de Francesc Macià      | 41° 37′ 27″ N, 2° 34′ 20″ E / 41.624248°N,2.572142°E | IPA-34357 | Carregueu una nova foto d'aquest monument                                                                                    |
| Molí de la Riera de Vallalta                      |           |                            | Sant Iscle de Vallalta Al costat de la riera                       |                                                      | IPA-41546 | Carregueu una nova foto d'aquest monument                                                                                    |
| Molí de Sant Iscle                                |           | Obra popular XIX-XX        | Sant Iscle de Vallalta                                             |                                                      | IPA-41547 | Carregueu una nova foto d'aquest monument                                                                                    |

## Sant Pol de Mar
| Monument                                                 | Protecció    | Estil/època                          | Localització                                                            | Coordenades                                          | Codi?         | Imatge |
| -------------------------------------------------------- | ------------ | ------------------------------------ | ----------------------------------------------------------------------- | ---------------------------------------------------- | ------------- | --- |
| Ermita de Sant Pau, o església de Sant Pol               | BCIN 1535-MH | Romànic, obra popular VI-VII, XI, XV | Sant Pol de Mar                                                         | 41° 36′ 08″ N, 2° 37′ 34″ E / 41.602109°N,2.626051°E | RI-51-0005675 | Església de Sant Pol (Sant Pol de Mar) · Vegeu més fotos d'aquest monument · Carregueu una nova foto d'aquest monument                                     |
| Búnquer                                                  |              | Obra popular XX                      | Sant Pol de Mar Platja de Sant Pol                                      | 41° 35′ 47″ N, 2° 36′ 42″ E / 41.59635°N,2.61176°E   | IPA-8952      | Búnquer (Sant Pol de Mar) · Vegeu més fotos d'aquest monument · Carregueu una nova foto d'aquest monument                                                  |
| Església parroquial de Sant Jaume i torre de defensa     |              | Gòtic tardà XV, XVI                  | Sant Pol de Mar Abat Deàs, 47                                           | 41° 36′ 00″ N, 2° 37′ 13″ E / 41.60008°N,2.62036°E   | IPA-8971      | Església parroquial de Sant Jaume i torre de defensa (Sant Pol de Mar) · Vegeu més fotos d'aquest monument · Carregueu una nova foto d'aquest monument     |
| Casa de carrer                                           |              | Modernisme XX Inici                  | Sant Pol de Mar C. Manzanillo, 69                                       | 41° 36′ 08″ N, 2° 37′ 26″ E / 41.60223°N,2.62376°E   | IPA-8972      | Casa de carrer (Sant Pol de Mar) · Vegeu més fotos d'aquest monument · Carregueu una nova foto d'aquest monument                                           |
| Casa al carrer del Mar, 31                               |              | Darreres tendències XX               | Sant Pol de Mar C. del Consolat de Mar, 31                              | 41° 36′ 02″ N, 2° 37′ 19″ E / 41.60042°N,2.62206°E   | IPA-8973      | Casa al carrer del Mar, 31 (Sant Pol de Mar) · Vegeu més fotos d'aquest monument · Carregueu una nova foto d'aquest monument                               |
| Cornises de Ca l'Atilà                                   |              | Modernisme XX                        | Sant Pol de Mar C. Bonavista, 17                                        | 41° 36′ 11″ N, 2° 37′ 25″ E / 41.60313°N,2.62374°E   | IPA-8974      | Cornises de Ca l'Atilà (Sant Pol de Mar) · Vegeu més fotos d'aquest monument · Carregueu una nova foto d'aquest monument                                   |
| Can Coderch                                              |              | Noucentisme XX Inici                 | Sant Pol de Mar C. Riera, 2                                             | 41° 35′ 59″ N, 2° 37′ 13″ E / 41.59978°N,2.62025°E   | IPA-8975      | Torre del carrer de la Riera (Sant Pol de Mar) · Vegeu més fotos d'aquest monument · Carregueu una nova foto d'aquest monument                             |
| Casa al carrer Abat Deàs                                 |              | Obra popular XVI-XVII                | Sant Pol de Mar C. Abat Deàs                                            | 41° 36′ 02″ N, 2° 37′ 18″ E / 41.60063°N,2.6218°E    | IPA-8976      | Casa al carrer Abat Deàs (Sant Pol de Mar) · Vegeu més fotos d'aquest monument · Carregueu una nova foto d'aquest monument                                 |
| Casa al carrer Manzanillo, 67                            |              | Eclecticisme XIX                     | Sant Pol de Mar C. Manzanillo, 67                                       | 41° 36′ 08″ N, 2° 37′ 25″ E / 41.60216°N,2.62356°E   | IPA-8977      | Casa al carrer Manzanillo, 67 (Sant Pol de Mar) · Vegeu més fotos d'aquest monument · Carregueu una nova foto d'aquest monument                            |
| Escoles públiques                                        |              | Modernisme XX                        | Sant Pol de Mar C. Santa Victòria                                       | 41° 36′ 06″ N, 2° 37′ 19″ E / 41.60172°N,2.62207°E   | IPA-8978      | Escoles públiques (Sant Pol de Mar) · Vegeu més fotos d'aquest monument · Carregueu una nova foto d'aquest monument                                        |
| Les Tribunes                                             |              | Modernisme XIX-XX                    | Sant Pol de Mar C. Manzanillo, 17 - c. Santa Victòria, 1                | 41° 36′ 05″ N, 2° 37′ 20″ E / 41.6013°N,2.62234°E    | IPA-8979      | Les Tribunes (Sant Pol de Mar) · Vegeu més fotos d'aquest monument · Carregueu una nova foto d'aquest monument                                             |
| Casa al carrer de la Plaça                               |              | Modernisme XIX-XX                    | Sant Pol de Mar C. de la Plaça, 7                                       | 41° 36′ 02″ N, 2° 37′ 17″ E / 41.6005°N,2.62144°E    | IPA-8980      | Casa al carrer de la Plaça (Sant Pol de Mar) · Vegeu més fotos d'aquest monument · Carregueu una nova foto d'aquest monument                               |
| Portal i finestra gòtica de la casa al carrer del Mar, 9 |              | Gòtic XV, XVI                        | Sant Pol de Mar C. del Mar, 9                                           | 41° 36′ 00″ N, 2° 37′ 16″ E / 41.59996°N,2.62103°E   | IPA-8981      | Portal i finestra gòtica de la casa al carrer del Mar, 9 (Sant Pol de Mar) · Vegeu més fotos d'aquest monument · Carregueu una nova foto d'aquest monument |
| Casa de Pescadors                                        |              | Obra popular XX                      | Sant Pol de Mar Platja dels Pescadors                                   | 41° 36′ 03″ N, 2° 37′ 23″ E / 41.60092°N,2.62302°E   | IPA-8982      | Casa de Pescadors (Sant Pol de Mar) · Vegeu més fotos d'aquest monument · Carregueu una nova foto d'aquest monument                                        |
| Torre modernista al passeig del Dr. Furest               |              | Modernisme XX                        | Sant Pol de Mar Pg. del Dr. Furest, 8                                   | 41° 36′ 05″ N, 2° 37′ 33″ E / 41.60133°N,2.62573°E   | IPA-8983      | Torre modernista al passeig del Dr. Furest (Sant Pol de Mar) · Vegeu més fotos d'aquest monument · Carregueu una nova foto d'aquest monument               |
| Casa Villà del Grau                                      |              | Gòtic, obra popular XIV              | Sant Pol de Mar Urbanització de Can Villà                               | 41° 35′ 54″ N, 2° 36′ 59″ E / 41.59845°N,2.61629°E   | IPA-8984      | Casa Villà del Grau (Sant Pol de Mar) · Vegeu més fotos d'aquest monument · Carregueu una nova foto d'aquest monument                                      |
| Can Planiol                                              |              | Historicisme, eclecticisme XX        | Sant Pol de Mar Abat Deàs                                               | 41° 36′ 02″ N, 2° 37′ 18″ E / 41.6006°N,2.62171°E    | IPA-8985      | Can Planiol (Sant Pol de Mar) · Vegeu més fotos d'aquest monument · Carregueu una nova foto d'aquest monument                                              |
| Torre modernista                                         |              | Modernisme XX                        | Sant Pol de Mar C. Consolat del Mar                                     | 41° 35′ 59″ N, 2° 37′ 14″ E / 41.59974°N,2.62058°E   | IPA-8986      | Torre modernista (Sant Pol de Mar) · Vegeu més fotos d'aquest monument · Carregueu una nova foto d'aquest monument                                         |
| Can Jaume de la Punta, o Can Cristòfol                   |              | Neoclassicisme-romàntic XIX          | Sant Pol de Mar C. Abat Deàs, 3                                         | 41° 36′ 05″ N, 2° 37′ 22″ E / 41.60133°N,2.62268°E   | IPA-8987      | Can Jaume de la Punta (Sant Pol de Mar) · Vegeu més fotos d'aquest monument · Carregueu una nova foto d'aquest monument                                    |
| Can Sauleda                                              |              | Eclecticisme XIX                     | Sant Pol de Mar C. Abat Deàs, 17                                        | 41° 36′ 03″ N, 2° 37′ 19″ E / 41.60091°N,2.62199°E   | IPA-8988      | Can Sauleda (Sant Pol de Mar) · Vegeu més fotos d'aquest monument · Carregueu una nova foto d'aquest monument                                              |
| Ca l'Adroher                                             |              | Eclecticisme XIX                     | Sant Pol de Mar C. Abat Deàs, 25                                        | 41° 36′ 03″ N, 2° 37′ 19″ E / 41.60076°N,2.62181°E   | IPA-8989      | Ca l'Adroher (Sant Pol de Mar) · Vegeu més fotos d'aquest monument · Carregueu una nova foto d'aquest monument                                             |
| Torre del Molí de la Murtra i masia                      |              | XV-XVII                              | Sant Pol de Mar Ctra. N-II, km 661,5                                    | 41° 35′ 44″ N, 2° 36′ 02″ E / 41.595627°N,2.600445°E | IPA-40068     | Torre del Molí de la Murtra i masia (Sant Pol de Mar) · Vegeu més fotos d'aquest monument · Carregueu una nova foto d'aquest monument                      |
| Caseta de la Maquinilla                                  | BCIL 2012    | Obra popular XX                      | Sant Pol de Mar Platja de les Barques                                   | 41° 36′ 05″ N, 2° 37′ 26″ E / 41.601266°N,2.623860°E | IPA-40762     | Caseta de la Maquinilla (Sant Pol de Mar) · Vegeu més fotos d'aquest monument · Carregueu una nova foto d'aquest monument                                  |
| Torre Martina                                            |              | XVI                                  | Sant Pol de Mar A l'oest del nucli urbà, al sud de l'agregat del Farell | 41° 35′ 49″ N, 2° 36′ 10″ E / 41.596906°N,2.602908°E | IPA-42436     | Carregueu una nova foto d'aquest monument |

## Sant Vicenç de Montalt
Vegeu la llista de monuments de Sant Vicenç de Montalt

## Santa Susanna
| Monument                                                                         | Protecció    | Estil/època                   | Localització                                                                  | Coordenades                                          | Codi?         | Imatge |
| -------------------------------------------------------------------------------- | ------------ | ----------------------------- | ----------------------------------------------------------------------------- | ---------------------------------------------------- | ------------- | --- |
| La Torre del Xirau, o Torre Vallgirau                                            | BCIN 1013-MH | Obra popular XVI              | Santa Susanna C. Formentor, 55                                                | 41° 38′ 21″ N, 2° 42′ 56″ E / 41.639278°N,2.715583°E | RI-51-0005516 | La Torre del Xirau (Santa Susanna) · Vegeu més fotos d'aquest monument · Carregueu una nova foto d'aquest monument                   |
| Torre de Can Torrent de Mar, o Torre de la Plana, Torre del Mar, Pla de la Torre | BCIN 1015-MH | Obra popular XVI              | Santa Susanna Av. del Mar                                                     | 41° 37′ 48″ N, 2° 42′ 57″ E / 41.63°N,2.715833°E     | RI-51-0005517 | Torre de Can Torrent de Mar (Santa Susanna) · Vegeu més fotos d'aquest monument · Carregueu una nova foto d'aquest monument          |
| Torre de Can Bonet d'Avall                                                       | BCIN 4000-MH | Obra popular XIX, XV          | Santa Susanna C. Canigó                                                       | 41° 38′ 18″ N, 2° 42′ 34″ E / 41.638444°N,2.709583°E | IPA-9062      | Torre de Can Bonet d'Avall (Santa Susanna) · Vegeu més fotos d'aquest monument · Carregueu una nova foto d'aquest monument           |
| La Torre de Can Pi, o Torre de Mas Galtés                                        | BCIN 4001-MH | Obra popular XV               | Santa Susanna Pl. de la Pagesia                                               | 41° 38′ 14″ N, 2° 42′ 21″ E / 41.637139°N,2.705917°E | IPA-9059      | La Torre de Can Pi (Santa Susanna) · Vegeu més fotos d'aquest monument · Carregueu una nova foto d'aquest monument                   |
| Torre de Can Ratés, o Torre de Can Raters                                        | BCIN 4002-MH | Obra popular XVI              | Santa Susanna C. Montseny                                                     | 41° 38′ 25″ N, 2° 42′ 30″ E / 41.640278°N,2.708333°E | IPA-37560     | Torre de Can Ratés (Santa Susanna) · Vegeu més fotos d'aquest monument · Carregueu una nova foto d'aquest monument                   |
| Torre de Montagut                                                                | BCIL 2008    | Obra popular XIX              | Santa Susanna i Malgrat de Mar Ctra. Urbanització Can Gelat, turó de Montagut | 41° 39′ 01″ N, 2° 42′ 53″ E / 41.650363°N,2.714707°E | IPA-8559      | Torre de Montagut (Santa Susanna) · Vegeu més fotos d'aquest monument · Carregueu una nova foto d'aquest monument                    |
| Can Gelat                                                                        | BCIL 2013    | Neoclassicisme XVIII          | Santa Susanna C. dels Alps                                                    | 41° 38′ 31″ N, 2° 43′ 08″ E / 41.641816°N,2.71884°E  | IPA-8576      | Carregueu una nova foto d'aquest monument                                                                                            |
| Ermita de la Mare de Déu de Gràcia                                               |              | Obra popular XVIII            | Santa Susanna Turó de Gràcia                                                  | 41° 38′ 02″ N, 2° 41′ 53″ E / 41.633918°N,2.698031°E | IPA-8818      | Carregueu una nova foto d'aquest monument                                                                                            |
| Can Mestres, o Ranxo Mestres                                                     |              | Obra popular XII              | Santa Susanna Camí de la riera de Santa Susanna                               | 41° 39′ 17″ N, 2° 41′ 18″ E / 41.654798°N,2.68835°E  | IPA-9057      | Carregueu una nova foto d'aquest monument                                                                                            |
| Can Ratés, o Can Raters, Can Roters                                              | BCIL 2008    | Obra popular XVI              | Santa Susanna C. Montseny                                                     | 41° 38′ 25″ N, 2° 42′ 30″ E / 41.640358°N,2.70834°E  | IPA-9060      | Can Ratés (Santa Susanna) · Vegeu més fotos d'aquest monument · Carregueu una nova foto d'aquest monument                            |
| Masia de Can Jordà                                                               | BCIL 2013    | Obra popular XIII, XVII       | Santa Susanna Camí d'Hortsavinyà                                              | 41° 39′ 26″ N, 2° 41′ 08″ E / 41.657214°N,2.685588°E | IPA-33038     | Masia de Can Jordà (Santa Susanna) · Vegeu més fotos d'aquest monument · Carregueu una nova foto d'aquest monument                   |
| Can Clavell                                                                      |              | Obra popular, gòtic XV        | Santa Susanna Les Basses                                                      | 41° 39′ 26″ N, 2° 41′ 18″ E / 41.657284°N,2.688266°E | IPA-33044     | Carregueu una nova foto d'aquest monument                                                                                            |
| Masia de Can Rabassa, o Can Palomeres d'Avall                                    | BCIL 2013    | Obra popular, gòtic tardà XVI | Santa Susanna Al nord de la pista esportiva                                   | 41° 38′ 21″ N, 2° 42′ 14″ E / 41.639248°N,2.703782°E | IPA-33045     | Carregueu una nova foto d'aquest monument                                                                                            |
| Masia de Can Torrent, o Can Torrent del Mas                                      | BCIL 2013    | Obra popular XVI              | Santa Susanna C. Lleó, 10                                                     | 41° 38′ 19″ N, 2° 42′ 44″ E / 41.63872°N,2.712357°E  | IPA-33046     | Carregueu una nova foto d'aquest monument                                                                                            |
| Can Puig del Racó                                                                |              | Obra popular XVIII            | Santa Susanna Camí de la Font del Boter                                       | 41° 38′ 17″ N, 2° 42′ 08″ E / 41.63801°N,2.702227°E  | IPA-33047     | Carregueu una nova foto d'aquest monument                                                                                            |
| Masia de Can Casas                                                               |              | Obra popular XVIII            | Santa Susanna Camí de Sant Pere de Riu                                        | 41° 39′ 05″ N, 2° 41′ 18″ E / 41.651420°N,2.688270°E | IPA-33048     | Carregueu una nova foto d'aquest monument                                                                                            |
| Masia de Can Creus                                                               |              | Obra popular XVIII            | Santa Susanna Camí de la riera de Santa Susanna                               | 41° 38′ 42″ N, 2° 42′ 03″ E / 41.645032°N,2.700885°E | IPA-33049     | Carregueu una nova foto d'aquest monument                                                                                            |
| Masia de Dalt                                                                    |              | Obra popular XVIII            | Santa Susanna A la vall de Santa Susanna                                      | 41° 38′ 31″ N, 2° 42′ 22″ E / 41.64201°N,2.706099°E  | IPA-33050     | Carregueu una nova foto d'aquest monument                                                                                            |
| Masia de Can Font                                                                |              | Obra popular XVIII            | Santa Susanna Serra de Can Font                                               | 41° 38′ 37″ N, 2° 42′ 12″ E / 41.643651°N,2.703245°E | IPA-33051     | Carregueu una nova foto d'aquest monument                                                                                            |
| Masia de Can Batlle                                                              |              | Obra popular XVIII            | Santa Susanna Pujada de Gràcia, 9                                             | 41° 38′ 12″ N, 2° 42′ 09″ E / 41.636794°N,2.702460°E | IPA-33052     | Carregueu una nova foto d'aquest monument                                                                                            |
| Mas de Baix                                                                      |              | Obra popular XVIII            | Santa Susanna C. Farigola                                                     | 41° 38′ 30″ N, 2° 42′ 22″ E / 41.641533°N,2.706233°E | IPA-36801     | Carregueu una nova foto d'aquest monument                                                                                            |
| El Veïnat, o el Veïnat d'en Jordi                                                |              | Obra popular XVIII            | Santa Susanna                                                                 | 41° 38′ 59″ N, 2° 41′ 44″ E / 41.649693°N,2.695676°E | IPA-36802     | Carregueu una nova foto d'aquest monument                                                                                            |
| Can Bonet d'Avall                                                                |              | Obra popular XIX              | Santa Susanna Als afores del poble                                            | 41° 38′ 18″ N, 2° 42′ 33″ E / 41.63846°N,2.709165°E  | IPA-37582     | Carregueu una nova foto d'aquest monument                                                                                            |
| Búnquer antiaeri                                                                 | BCIL 2008    | Obra popular XX               | Santa Susanna Platja de les Dunes                                             | 41° 37′ 37″ N, 2° 42′ 25″ E / 41.626997°N,2.706959°E | IPA-37583     | Búnquer antiaeri (Santa Susanna) · Vegeu més fotos d'aquest monument · Carregueu una nova foto d'aquest monument                     |
| Canalització d'en Ratés, o Paret d'en Ratés                                      | BCIL 2008    | Obra popular XIX              | Santa Susanna Sot d'en Pomero                                                 | 41° 38′ 30″ N, 2° 42′ 15″ E / 41.641581°N,2.704083°E | IPA-37584     | Canalització d'en Ratés (Santa Susanna) · Vegeu més fotos d'aquest monument · Carregueu una nova foto d'aquest monument              |
| Molí d'en Jordà, o Molí de la Taverna                                            | BCIL 2008    | Obra popular XVII             | Santa Susanna Curs alt de la riera de Santa Susanna                           | 41° 39′ 26″ N, 2° 40′ 57″ E / 41.657277°N,2.682633°E | IPA-37585     | Molí d'en Jordà (Santa Susanna) · Vegeu més fotos d'aquest monument · Carregueu una nova foto d'aquest monument                      |
| Conjunt de Mas Parera i Can Salvi                                                | BCIL 2008    | Obra popular XVII             | Santa Susanna                                                                 | 41° 38′ 16″ N, 2° 42′ 33″ E / 41.637685°N,2.709252°E | IPA-37586     | Conjunt de Mas Parera i Can Salvi (Santa Susanna) · Vegeu més fotos d'aquest monument · Carregueu una nova foto d'aquest monument    |
| Església de Santa Susanna                                                        | BCIL 2013    | XX                            | Santa Susanna C. de Montagut                                                  | 41° 38′ 08″ N, 2° 42′ 28″ E / 41.635539°N,2.707692°E | IPA-42242     | Església parroquial de Santa Susanna (Santa Susanna) · Vegeu més fotos d'aquest monument · Carregueu una nova foto d'aquest monument |

## Teià
Vegeu la llista de monuments de Teià

## Tiana
Vegeu la llista de monuments de Tiana

## Tordera
Vegeu la llista de monuments de Tordera

## Vilassar de Dalt
Vegeu la llista de monuments de Vilassar de Dalt

## Vilassar de Mar
Vegeu la llista de monuments de Vilassar de Mar